# Габриел Далиш
Габриел Далиш  (на румънски: Gabriel Daliş, роден на 8 май 1978 г., в Радауц, окръг Сучава), е румънски поет.
Габриел Далиш е един от най-експресивните, стилни и автентични поети от поколението на `90-те години.
Дебютът му е на 17-годишна възраст, когато е публикувана първата му книга: „Съботни сигнали“ („Semnale de sambata“), и с която е забелязан още в началото на творческата си кариера като издигащ се индивидуален глас в литературния пейзаж на младото поколение поети. Следват книгите му „Завръщане вкъщи“ („Intoarcere acasa“) – 1998 г., „Миг заедно“ („Chip Impreuna“) през 1999 г. и „Дърво без наследник“ („Copacul fara urmaş“) през 2005 г., които се вписват в общ цикъл, „Човекът в ъгъла“ („Omul de colt“).
“Изхождайки от трагическата и метафизическа линия на румънската поезия (Еминеску, Баковия, Лабиш, Магда Исанос, Чезар Ивънеску), младият поет не се съблазнява от програмните за неговото поколение теми (секс, „еротични видения“, „шокинг и т.н., пропити с крайности и вулгарност), а оставя лирическият текст да следва свободно пътя на истинската поезия“, казва за него големият румънски поет Даниел Корбу.
Следвал е икономика и теология. Работи като журналист.